# Gjinoc
Gjinoc (serbiska: Ðinovce, Ђиновце, albanska: Gjinovc, serbiska: Džinovce, albanska: Gjinofc) är en ort i Kosovo. Den ligger i den södra delen av landet, 50 km sydväst om huvudstaden Priština. Gjinoc ligger 425 meter över havet och antalet invånare är 1 571.
Terrängen runt Gjinoc är varierad. Runt Gjinoc är det ganska tätbefolkat, med 222 invånare per kvadratkilometer. Närmaste större samhälle är Suva Reka, 4,5 km norr om Gjinoc. Trakten runt Gjinoc består till största delen av jordbruksmark.